# Hyporthodus flavolimbatus
Hyporthodus flavolimbatus е вид бодлоперка от семейство Serranidae. Видът е уязвим и сериозно застрашен от изчезване.

## Разпространение и местообитание
Разпространен е в Американски Вирджински острови, Ангуила, Антигуа и Барбуда, Аруба, Барбадос, Бахамски острови, Белиз, Бонер, Бразилия, Британски Вирджински острови, Венецуела, Гваделупа, Гватемала, Гвиана, Гренада, Доминика, Доминиканска република, Кайманови острови, Колумбия, Коста Рика, Куба, Кюрасао, Малки далечни острови на САЩ, Мексико, Монсерат, Никарагуа, Панама, Пуерто Рико, Саба, САЩ, Свети Мартин, Сейнт Винсент и Гренадини, Сейнт Китс и Невис, Сейнт Лусия, Сен Естатиус, Синт Мартен, Суринам, Тринидад и Тобаго, Търкс и Кайкос, Френска Гвиана, Хаити, Хондурас и Ямайка.
Обитава крайбрежията и пясъчните и скалисти дъна на морета, заливи и рифове. Среща се на дълбочина от 29 до 205 m, при температура на водата от 15,8 до 26,7 °C и соленост 35,7 – 36,7 ‰.

## Описание
На дължина достигат до 1,2 m, а теглото им е не повече от 18,6 kg.
Продължителността им на живот е около 35 години. Популацията на вида е намаляваща.